# ند رومرو
ند رومرو (به انگلیسی: Ned Romero) (۴ دسامبر ۱۹۲۶–۴ نوامبر ۲۰۱۷) یک بازیگر و خواننده اپرای اهل آمریکا بود. وی در تلویزیون و سینما فعالیت داشت.

## اوایل زندگی
رومرو، در قصبه پریش سنت مری در شهر فرانکلین واقع در ایالت لوئیزیانا متولد شد. مادرش آنا و پدرش سیدنی نام داشت. وی از نژاد چیتی ماچای سرخپوستان ایالات متحده آمریکا بود.
وی کارشناسی ارشد موسیقی را از دانشگاه ایالتی لوئیزیانا دریافت کرده‌است.

## اپرا
رومرو درسال ۱۹۴۳ فعالیت خود را در عرصه خوانندگی اپرا آغاز کرد و با اپرای سان‌فرانسیسکو همکاری داشت. او در تئاترهای موزیکال چون اکلاهما در تئاتر برادوی ظاهر شد.

## گزیده فیلم‌شناسی
- وینچستر ۷۳
- محکم دارشان بزن
- تاریخ انقضا